# بيير بوولنجر (مهندس)
بيير بوولنجر (بالفرنسية: Pierre-Jules Boulanger)‏ (و. 1885 – 1950 م) هو مهندس، وشخصية أعمال فرنسي، توفي عن عمر يناهز 65 عاماً، بسبب حادث مرور.

## جوائز
حصل على جوائز منها:
- نيشان جوقة الشرف من رتبة ضابط (1948)
- ميدالية الخدمة المتميزة [الإنجليزية]‏ (1919)
- وسام جوقة الشرف من رتبة فارس (7 يناير 1917)
- صليب الحرب 1914-1918 (فرنسا)